# Pavel Zăgănescu
Pavel Zăgănescu (n. 1815, Râmnicu Sărat, Țara Românească – d. 1897) a fost un căpitan de pompieri român, care a condus Compania de Pompieri români în bătălia din Dealul Spirii de la 13 septembrie 1848 împotriva trupelor otomane. Ziua de 13 septembrie a devenit Ziua pompierilor.

## In memoriam
- Școala de Subofițeri de Pompieri și Protecție Civilă din Boldești, din subordinea Inspectoratului general pentru Situații de Urgență, poartă denumirea "Pavel Zăgănescu".[3]